# Hôtel de la Caisse d'épargne de Fontainebleau
L'hôtel de la Caisse d'épargne est un bâtiment de la fin du XIXe siècle, à Fontainebleau, en France. Il a autrefois accueilli un établissement bancaire, pour lequel il a été construit. Au XXIe siècle, une galerie d'art contemporain s'y est installée.

## Situation et accès
L'édifice est situé au no 17 de la rue Paul-Séramy, sur le tronçon compris entre la rue du Château et la rue d'Avon, au sud du centre-ville de Fontainebleau, et plus largement au sud-ouest du département de Seine-et-Marne.
Deux accès — initialement conçus pour l'entrée, à gauche, et la sortie, à droite — figurent sur les côtés de la façade principale.

## Histoire

### Contexte
En juillet 1836, quelques personnes, notamment encouragées par la loi du 5 juin 1835 qui reconnaît alors les Caisses d'épargne comme établissements privés d'utilité publique, fondent la Caisse d'épargne. La Caisse d'épargne de Fontainebleau — dont les statuts sont délibérés par le conseil municipal le 21 décembre 1835 — est autorisée par ordonnance royale du 6 mai 1836.

« La caisse d’épargnes et de prévoyance fondée à Fontainebleau (Seine-et-Marne) est autorisée.
Sont approuvés les statuts de ladite caisse tels qu’ils sont contenus dans la délibération du conseil municipal de cette ville, en date du 21 décembre 1835, dont une expédition conforme restera déposée aux archives du ministère du commerce et des travaux publics. »

— Article 1er de l’ordonnance du roi portant autorisation de la caisse d’épargnes fondée à Fontainebleau (Seine-et-Marne)
À cette époque, un petit immeuble à l'intersection de la rue d'Avon et de l'impasse du même nom — aujourd'hui rue Auguste-Barbier — accueille les bureaux de la recette municipale et c'est à ce service qu'est annexée la Caisse d'épargne. L'accès s'y fait avec un escalier peu commode, que plusieurs habitants surnomment « l'escalier de Monte-à-Regret ». Le livret se présente alors avec une couverture blanche sur laquelle l'identité du client est inscrite en calligraphie avec plume d'oie et les opérations signées bien lisiblement.
Quelques années plus tard, ils se trouvent au premier étage d'une annexe située dans la cour de l'hôtel de ville ; au rez-de-chaussée de cette annexe a été établie la chambre de sûreté. Les locaux permettent la mise en place d'une entrée et d'une sortie distinctes, une tradition perpetuée par la suite. Depuis l'aggrandissement de la mairie au XIXe siècle, ce bâtiment n'existe plus.
En 1848, on installe la Caisse d'épargne dans le bâtiment de la Mission, dans la partie qui deviendra plus tard la chapelle de l'Ange-Gardien. Vers 1860, les bureaux déménagent et changent successivement de locaux dans la rue Saint-Merry. Également après la liquidation en rente des fonds de toutes les Caisses d'épargne, l'institution réemménage dans le bâtiment de la Mission, mais cette fois dans sa partie opposée, au rez-de-chaussée.
Un temps, l'institution siège à la justice de paix pendant la saison hivernale. Pour avoir un lieu fixe, il a été alors décidé « à titre provisoire » de l'installer dans une maison de la rue du Château, dont le jardin contigu à l'hôtel de ville fait suite. Cette dernière occupation durera toutefois 27 ans.

### Concours
En 1891, la Ville de Fontainebleau lance un concours public pour la « construction d'un Hôtel destiné à la Caisse d'épargne », ouvert jusqu'au 30 juillet pour les architectes français exerçant dans les trois départements de Seine, Seine-et-Oise et Seine-et-Marne. Le projet ne doit pas dépasser une dépense prévisionnelle de 70 000 francs, ce qui comprend outre la construction, la démolition du vieux bâtiment, le mobilier, les accessoires et les honoraires.
Vingt-neuf projets sont reçus. Un premier examen assez rapide est d'abord effectué début août, sans donner de résultat satisfaisant. L'Abeille de Fontainebleau remarque que certains projets proposent des monuments qui semblent dépasser le budget et ne pas se conformer au terrain exigu.
Le jury, appelé à l'examination des projets, se réunit le 8 août 1891 à 13 h à la salle des élections. Ce jury est composé du maire de Fontainebleau, alors Lucien Regnart — également président du conseil d'administration de la caisse d'épargne —, des membres du comité de direction (dont M. Boucher, désigné secrétaire), de trois administrateurs qui leur sont adjoints et de trois architectes désignés par le maire et n'ayant pas participé au concours. Les projets sont numérotés puis, par voie d'élimination, trois examens sont établis : après chacun d'eux, il n'en reste respectivement plus que 15, 7 et 6. Un quatrième examen est alors établi avec six scrutins pour déterminer le classement final.
| Prix                | Pour | Contre | No | Devise                                            | Candidats              | Ville du candidat                 |
| ------------------- | ---- | ------ | -- | ------------------------------------------------- | ---------------------- | --------------------------------- |
| 1er                 | 5    | 2      | 2  | Pratique                                          | Octave Courtois-Suffit | Paris (31 rue de Chabrol)         |
| 2e                  | 6    | 1      | 16 | In manus                                          | Alexandre Maistrasse   | Paris (74 rue de Grenelle)        |
| 2e                  | 6    | 1      | 16 | In manus                                          | Paul Lecardonnel,      | Paris (3 boulevard de Belleville) |
| 3e                  | 4    | 3      | 3  | Gagne ce que tu peux, garde bien ce que tu gagnes | Henri Pronier,         | Paris (62 boulevard de Clichy)    |
| 3e                  | 4    | 3      | 3  | Gagne ce que tu peux, garde bien ce que tu gagnes | Pierre Harant (d)      | Paris (62 boulevard de Clichy)    |
| Mention honorable 1 | 4    | 3      | 21 | Fourmi                                            | Pli cacheté non ouvert |                                   |
| Mention honorable 2 | 6    | 1      | 15 | X                                                 | Pli cacheté non ouvert |                                   |
| Mention honorable 3 | 6    | 2      | 5  | Une étoile (*)                                    | Pli cacheté non ouvert |                                   |

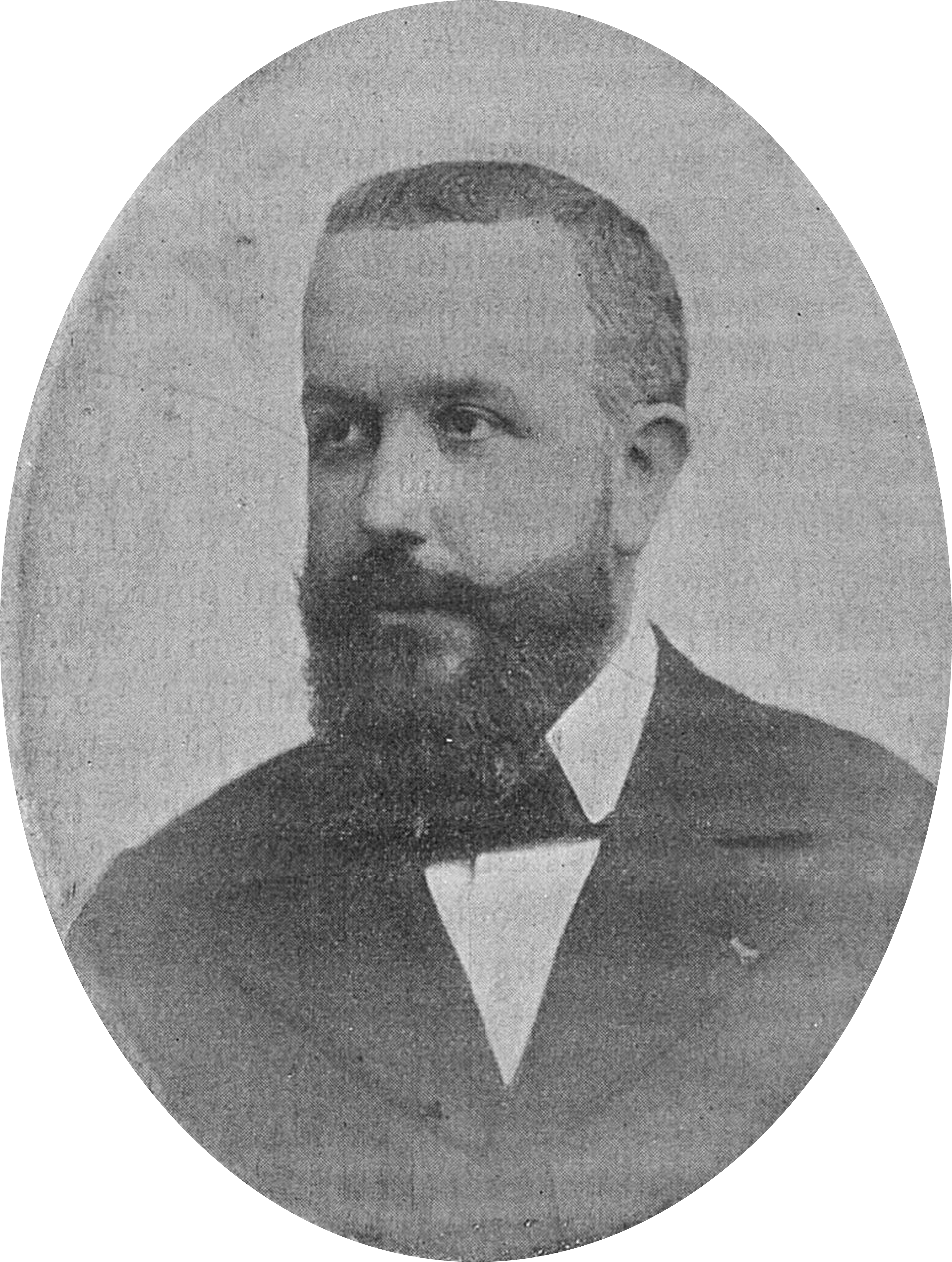
Portrait photographique de l'architecte Octave Courtois-Suffit.

Les plis cachetés relatifs aux devises des trois premiers sont ouverts, réserve est faite pour celles des mentions honorables si les auteurs des projets viennent à le demander. La première prime revient à Octave Courtois-Suffit, qui est donc chargé du projet,,. En foi de quoi, on dresse le procès-verbal qui est signé par le président et le secrétaire.

### Éléments biographiques de l'architecte
Louis Albert Octave Courtois-Suffit, né le 12 juillet 1856 et mort le 27 septembre 1902, est un architecte parisien, diplômé du gouvernement, deuxième Second Grand Prix de Rome en 1882 et fait chevalier de la Légion d'honneur en 1889. Élève à l'École des beaux-arts de Paris, il devient inspecteur des Bâtiments civils et des palais nationaux. L'hôtel de la  Caisse d'épargne de Fontainebleau est l'une de ses réalisations notables. Il sera également le concepteur d'un monument dédié à Théodore de Banville au jardin du Luxembourg et du mausolée de Bourgogne.

### Choix de l'emplacement
La Caisse d'épargne acquit une maison dans la rue du Château, en face du Château d'eau qui accueille alors les services postaux. Terrain d'une largeur de 10 mètres, peu étendu, irrégulier, de forme biaise et compris entre deux murs mitoyens auxquels doit s'appuyer l'édifice, il pose donc de nombreuses contraintes pour la réalisation des projets,,. Cependant, l'institution achète au tournant de l'année 1892, les terrains Sicard dans la rue du Parc (actuelle rue Paul-Séramy) pour l'installation de l'hôtel et la maison précédente est revendue sans avoir été utilisée. Ces nouveaux terrains sont plus vastes, mieux situés, ce qui permet de nombreuses modifications au projet de Courtois-Suffit.

### Adjudication
L'adjudication des travaux de construction a été prévue pour les premiers jours d'avril 1892 avant de procéder du terrassement. Le début des travaux est alors prévu pour l'été.

### Première pierre

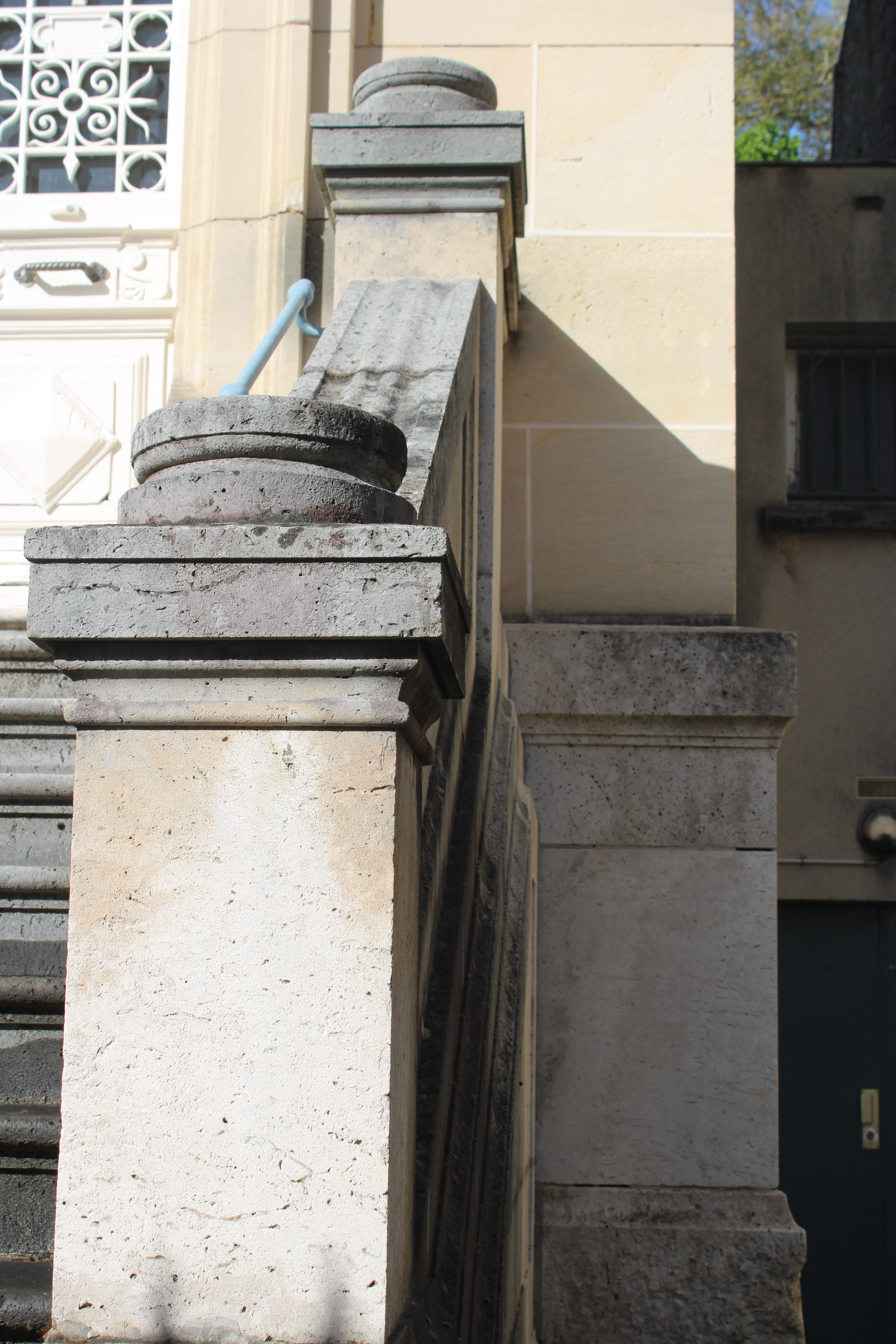
Pierres angulaires de droite au-dessus du soubassement dont l'une pourrait être la première pierre.

La cérémonie de pose de la première pierre a lieu le 11 juin 1892, dans le chantier déjà entamé, sous la présidence du maire de Fontainebleau, Léon Charles Peclet,,.
Une boîte de plomb a été préparée en guise de capsule temporelle : elle contient une plaque de cuivre sur laquelle sont gravés les noms du chef de l'État (Sadi Carnot), du ministre des Finances (Maurice Rouvier), du ministre du Commerce (Jules Roche), de la Municipalité et des administrateurs de la caisse d'épargne, puis elle renferme également des pièces de monnaie frappées au millésime 1892 et un tube de cristal qui contient un parchemin du procès-verbal de la cérémonie. Peclet scelle cette boîte dans la première pierre de droite directement placée au-dessus du soubassement, au moyen d'une petite truelle en argent et de ciment gâché dans une auge en chêne cirée. Cette truelle est ensuite remise, selon la coutume, à l'architecte de l'édifice, Octave Courtois-Suffit. Les ouvriers, qui ont bien avancé la construction, reçoivent en outre une « gratitude » de 100 francs,.

### Construction
Le soir du 18 avril 1893, un incendie d'une ampleur importante, éclate à la menuiserie Chemin sise 85 rue Grande et une grande quantité de menuiserie ouvragée prête pour une mise en place dans ce nouvel hôtel est entièrement détruite. Début juillet 1893, on estime de l'édifice « doit être bientôt terminé ». Plus largement, c'est toute la rue du Parc qui se voit changée : outre la construction de ce monument, elle est agrandie vers la rue Grande avec le remplacement de vieux immeubles et élargie à son autre extrémité avec l'aménagement d'une nouvelle place (actuelle place du Bois-d'Hyver).

### Inauguration
La cérémonie d'inauguration a lieu le 15 octobre 1893, dans l'après-midi (à 14 h selon la presse parisienne,, mais à 16 h selon la presse locale). Un comité se réunit dans le hall du nouvel édifice, composé de Léon Charles Peclet, maire de Fontainebleau qui préside la cérémonie, de M. Boucher, secrétaire du comité d'administration de la Caisse d'épargne, des administrateurs, de conseillers municipaux et de quelques invités. Le maire prononce alors une allocution, dans laquelle il mentionne notamment la cérémonie de pose de la première pierre, félicite l'architecte et annonce l'inauguration de l'hôtel des Postes et Télégraphes pour 1894. Finalement, M. Boucher lit le procès-verbal de cette séance. La cérémonie dure une vingtaine de minutes.
Antérieurement à la cérémonie, plusieurs élus ont sollicité le président de la République, Sadi Carnot, pour qu'il y assiste, vu qu'il séjourne fréquemment à Fontainebleau. Mais dès l'été de la même année, il décline les invitations et ne se présente pas pour l'inauguration de ce monument, tout comme pour une cérémonie de pose de première pierre de l'hôtel des Postes et Télégraphes ; en effet, il se rend dans ces environs pour y trouver repos. Toutefois, il est à noter que le 23 mai 1892, quand ce dernier accueille la Municipalité au palais de l'Élysée, il fait part de son intérêt pour les questions relatives à la rue du Parc — dans lequel se trouve cet édifice — et désirait notamment l'élargissement de cette voie.

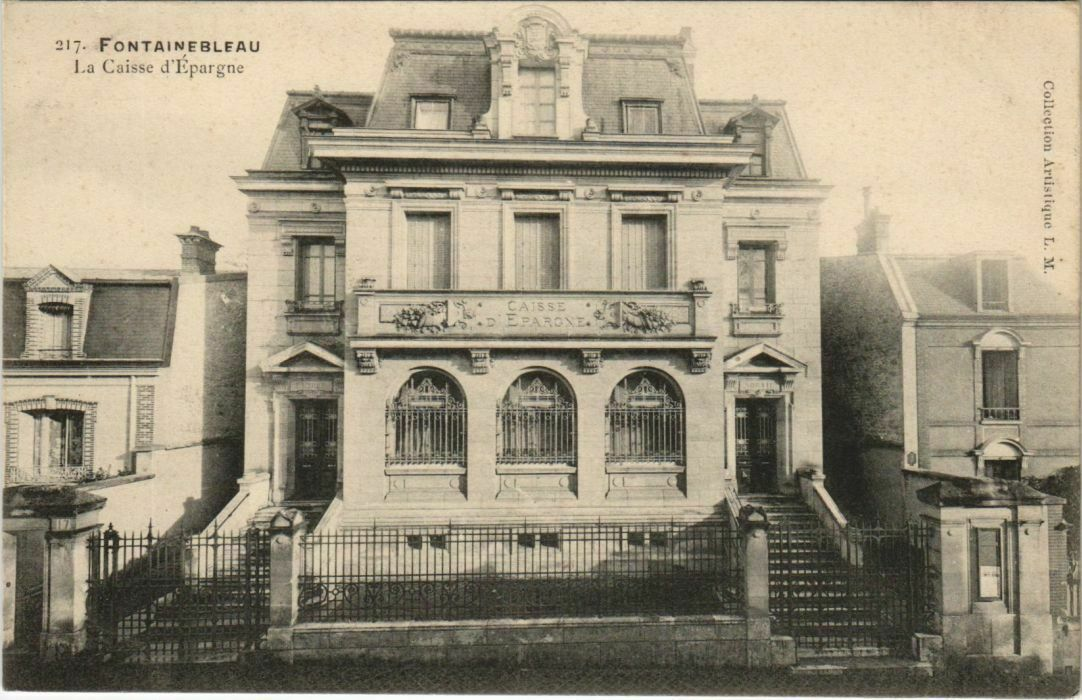
Façade principale vue de face, au tournant du XXe siècle.
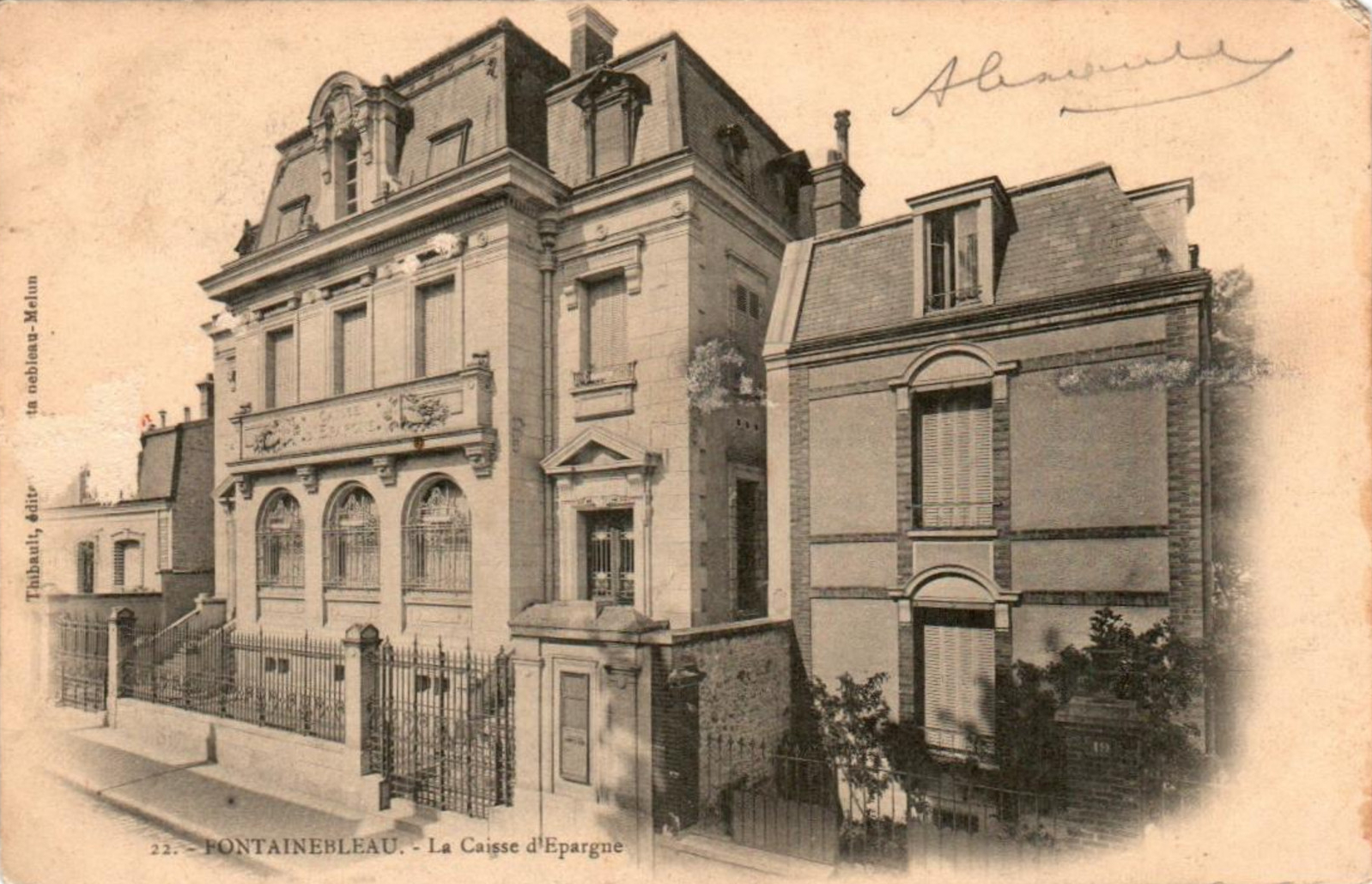
Façade principale vue latéralement, au tournant du XXe siècle.
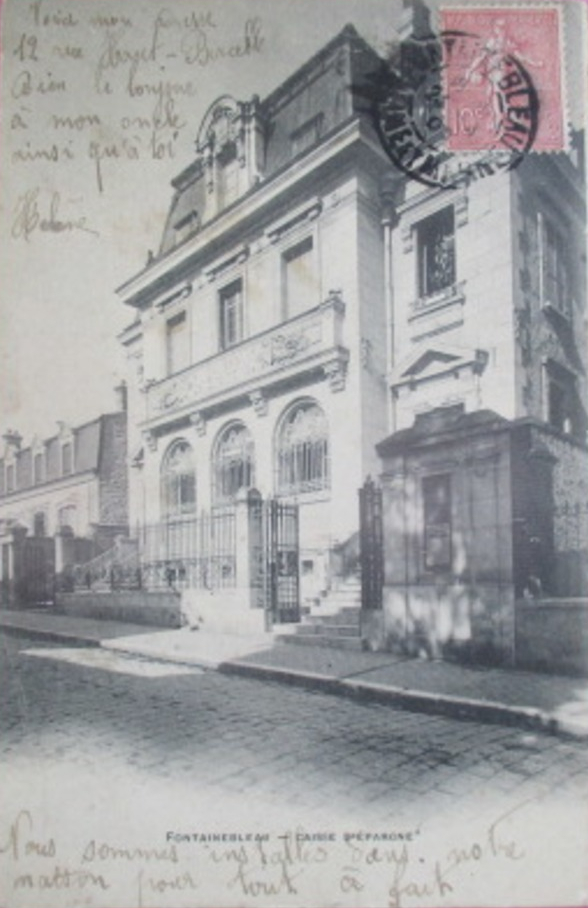
Façade principale vue latéralement depuis la rue, au tournant du XXe siècle.

### Ouverture du service
Les bureaux de Fauget et de ses employés sont déménagés depuis l'ancien immeuble et le service de la Caisse d'épargne ouvre dans ces nouveaux locaux le lendemain de l'inauguration, soit le lundi 16 octobre 1893. En 1902, on note qu'il s'agit de la seule caisse d'épargne du département à n'ouvrir ses guichets que quatre heures par semaine.
Jean-Louis Fauget, né en 1839 ou 1840 à Fontainebleau et mort le 16 mars 1913 dans cette ville, en son domicile au no 14 bis rue du Parc, (en face de cet hôtel), est le caissier central de cette Caisse d'épargne. Il écrit, par ailleurs, plusieurs fois pour le journal local L'Abeille de Fontainebleau sous le pseudonyme « d'Herbin », empruntant le nom de sa grand-mère, dont une notice sur l'historique de l'institution bellifontaine en 1899.

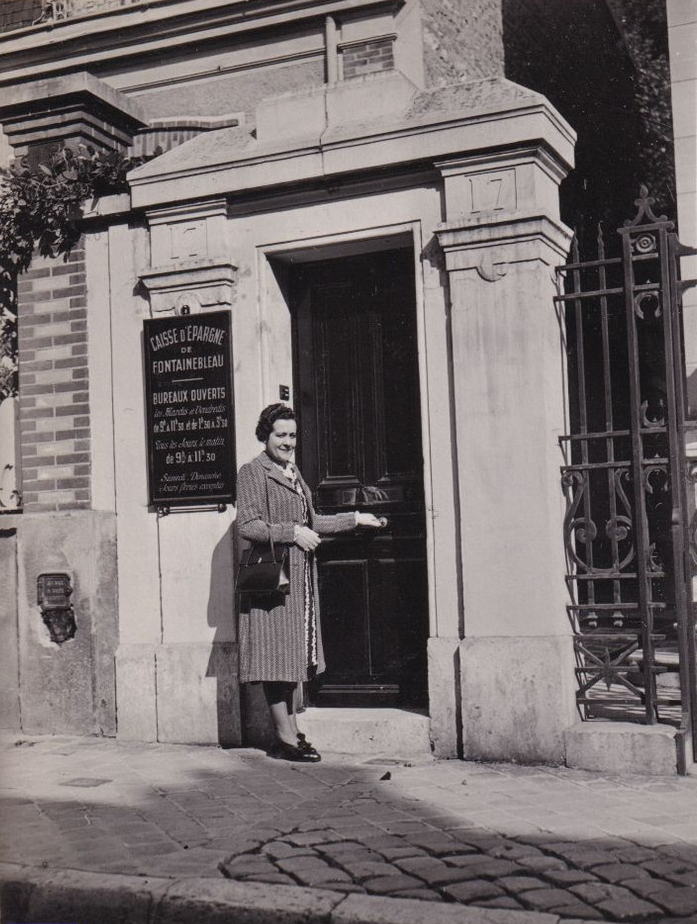
Portail d'entrée avec panneau d'horaires, en 1941.
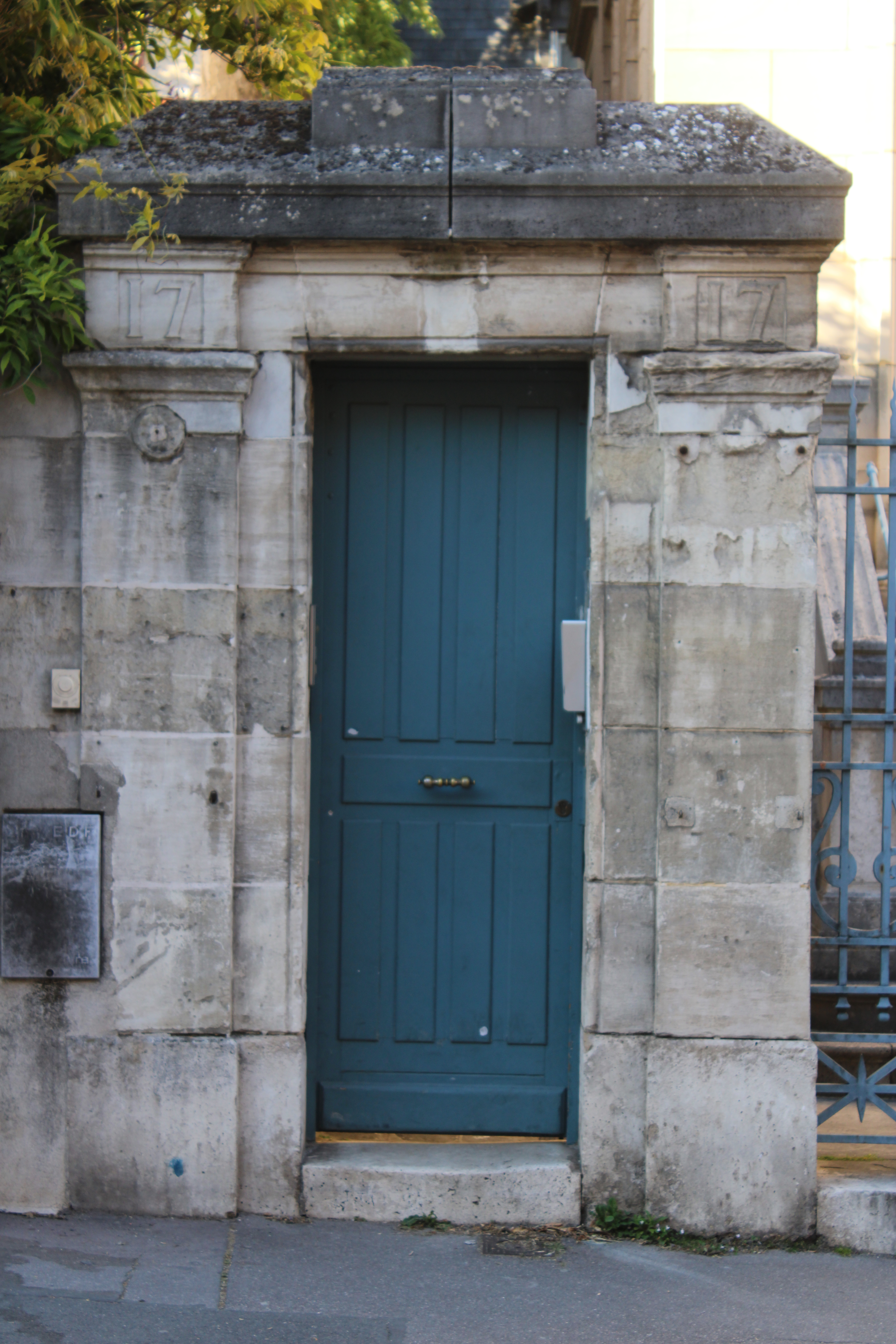
Portail d'entrée, en mai 2021.

### Galerie d'art contemporain
À partir de septembre 2011, le bâtiment accueille une galerie d'art contemporain, la Galerie 17 · Arts,, et ce jusqu'à la fin de la décennie. Cette galerie propose des expositions d'artistes qui travaillent notamment avec de la récupération de matériaux, pratiquent l'art urbain, produisent divers photographies et tableaux imprégnés art contemporain, ou encore des installations.

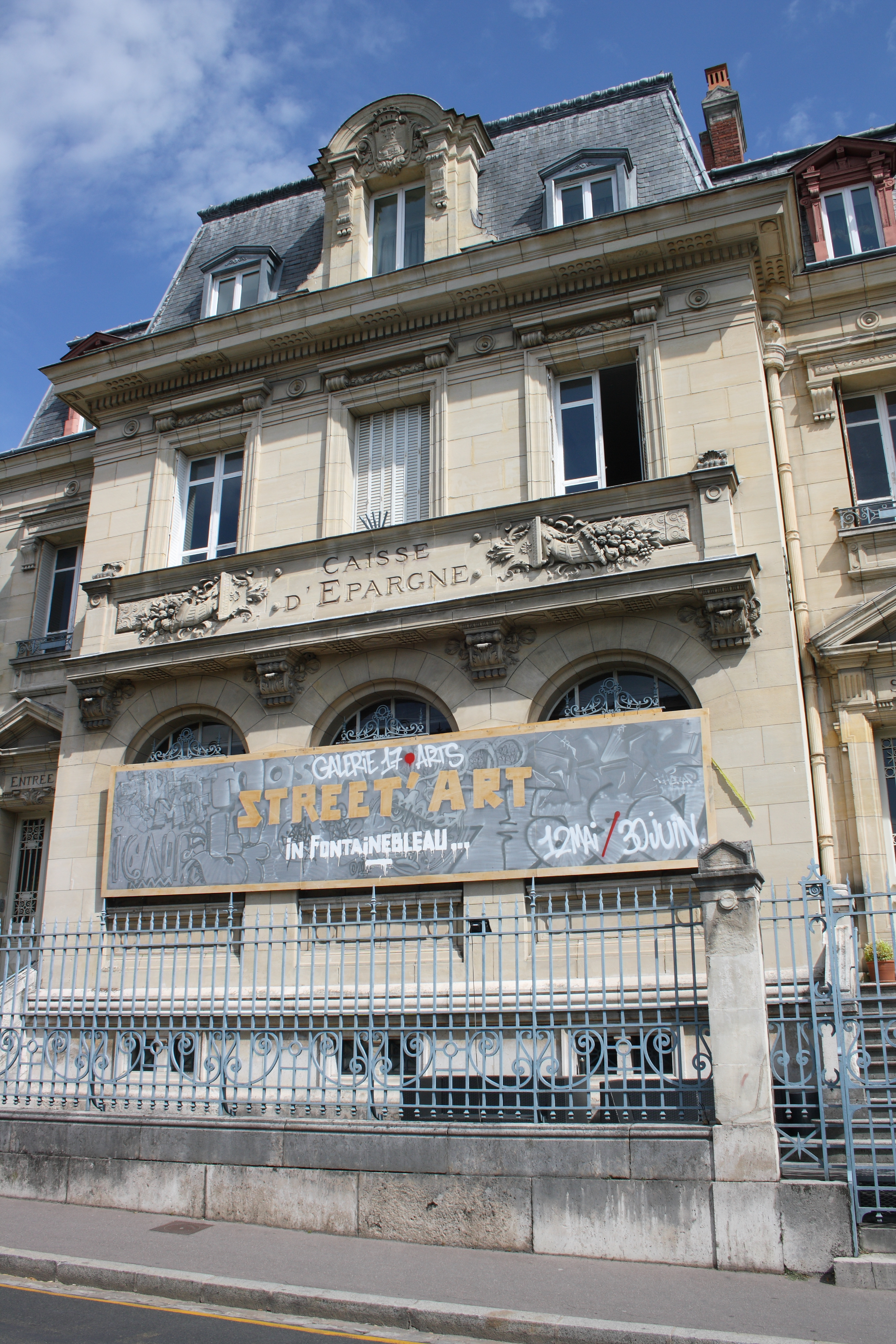
Banderole de l'exposition Street Art sur la façade principale, en août 2012.
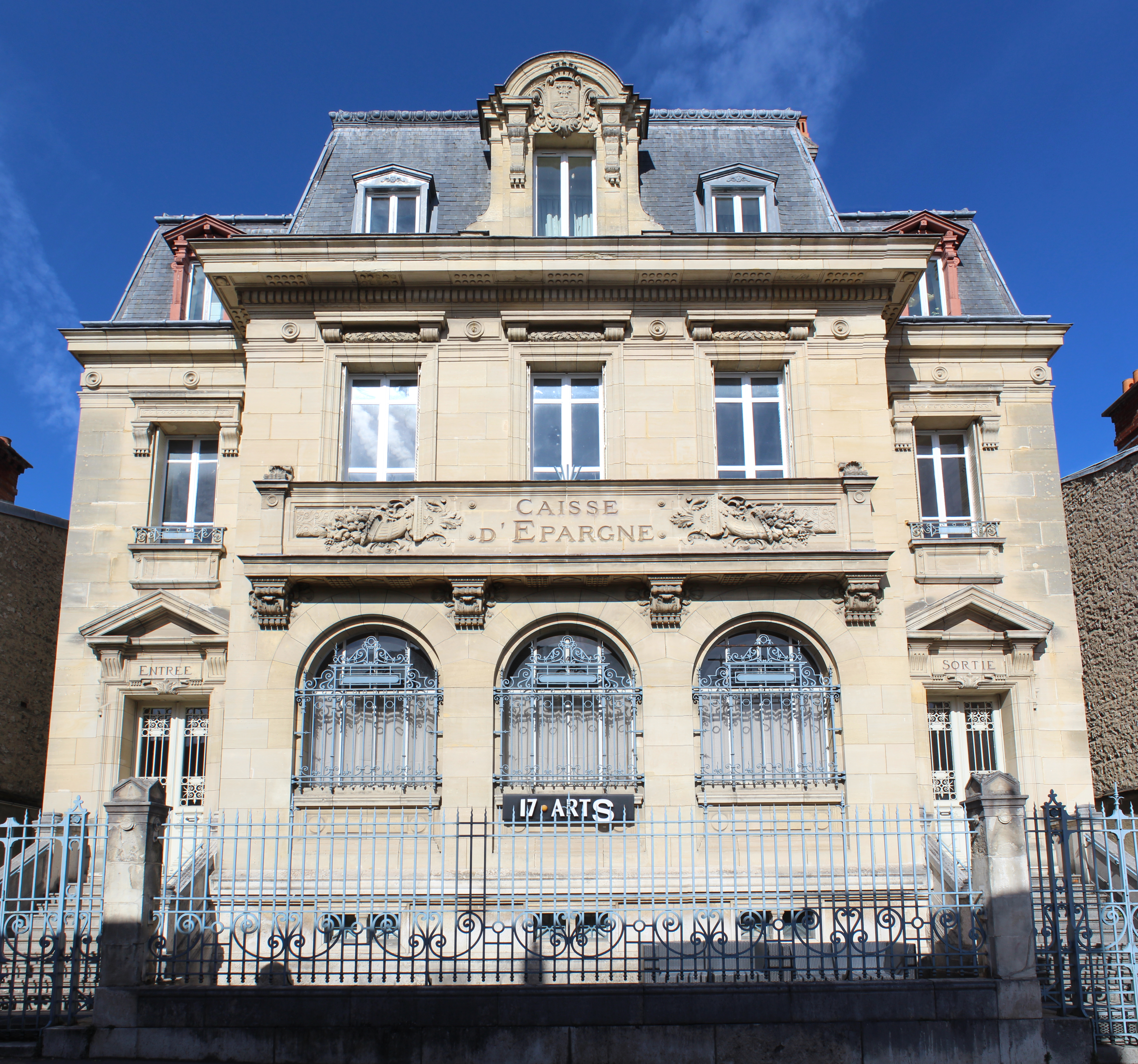
Façade du bâtiment avec l'enseigne de la galerie, en septembre 2018.

## Structure

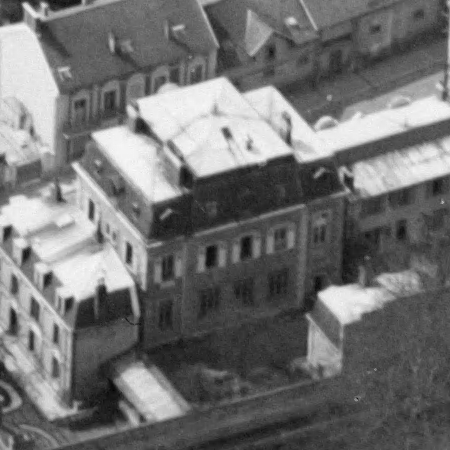
Vue aérienne de la façade arrière de l'édifice, en avril 1935.

### Généralités
Le bâtiment s'élève sur trois niveaux au-dessus du sol et comporte un sous-sol. La façade qui donne sur la rue compte cinq travées de fenêtres. La toiture est surmontée d'un épi de faîtage. La parcelle possède un jardin à l'arrière de l'édifice.

### Extérieur
Les points d'accès, surmontés d'un double perron, sont situés de part et d'autre de la façade de la rue. Ils sont tous deux surmontés d'un fronton entre lequel se glisse l'inscription « Entree » pour celui de gauche et « Sortie » pour celui de droite.
Une partie centrale de trois travées de fenêtres est avancée vers l'avant. Les fenêtres du rez-de-chaussée se cachent derrière des grilles bleues aux extrémités volutées. Celles du premier étage sont devancées par un balcon gravé au centre de l'inscription dorée « Caisse / d’Epargne » qui est encadrée par deux bas-reliefs de cornes d'abondance. Ce balcon est également coiffé d'un quintuple porte-drapeau. La fenêtre centrale du deuxième étage est surmontée d'un fronton circulaire à volutes plastronné par le blason de la ville à double lettre F.
Deux tuyaux de gouttières longent l'avance centrale, se finissant en modestes gargouilles. Latéralement, quatre ancres en forme de T sont disposées au niveau du premier étage ; deux paires se répondant symétriquement au niveau de l'avance et au niveau du mur latéral.

Détails architecturaux
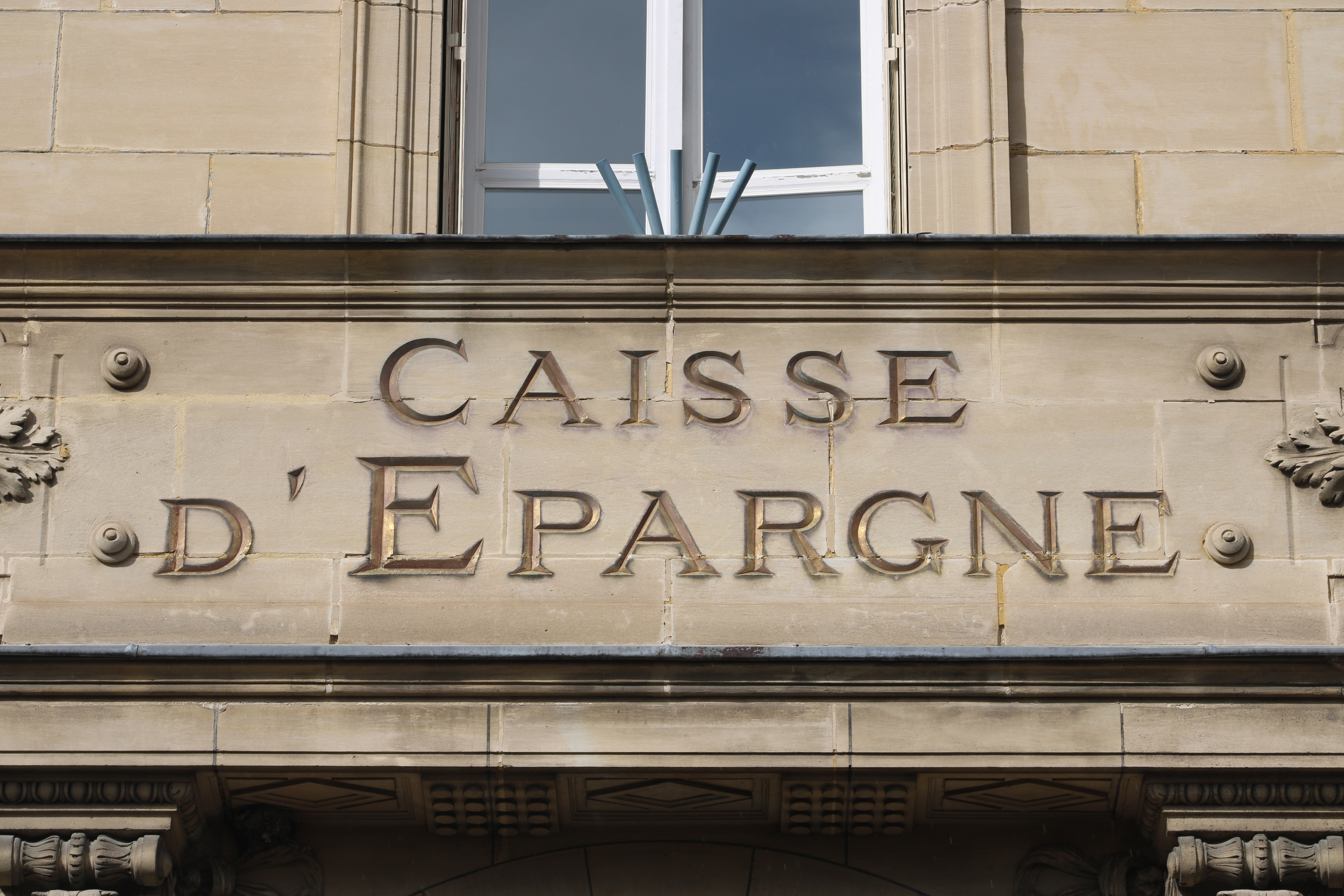
Inscription sur le balcon du premier étage.
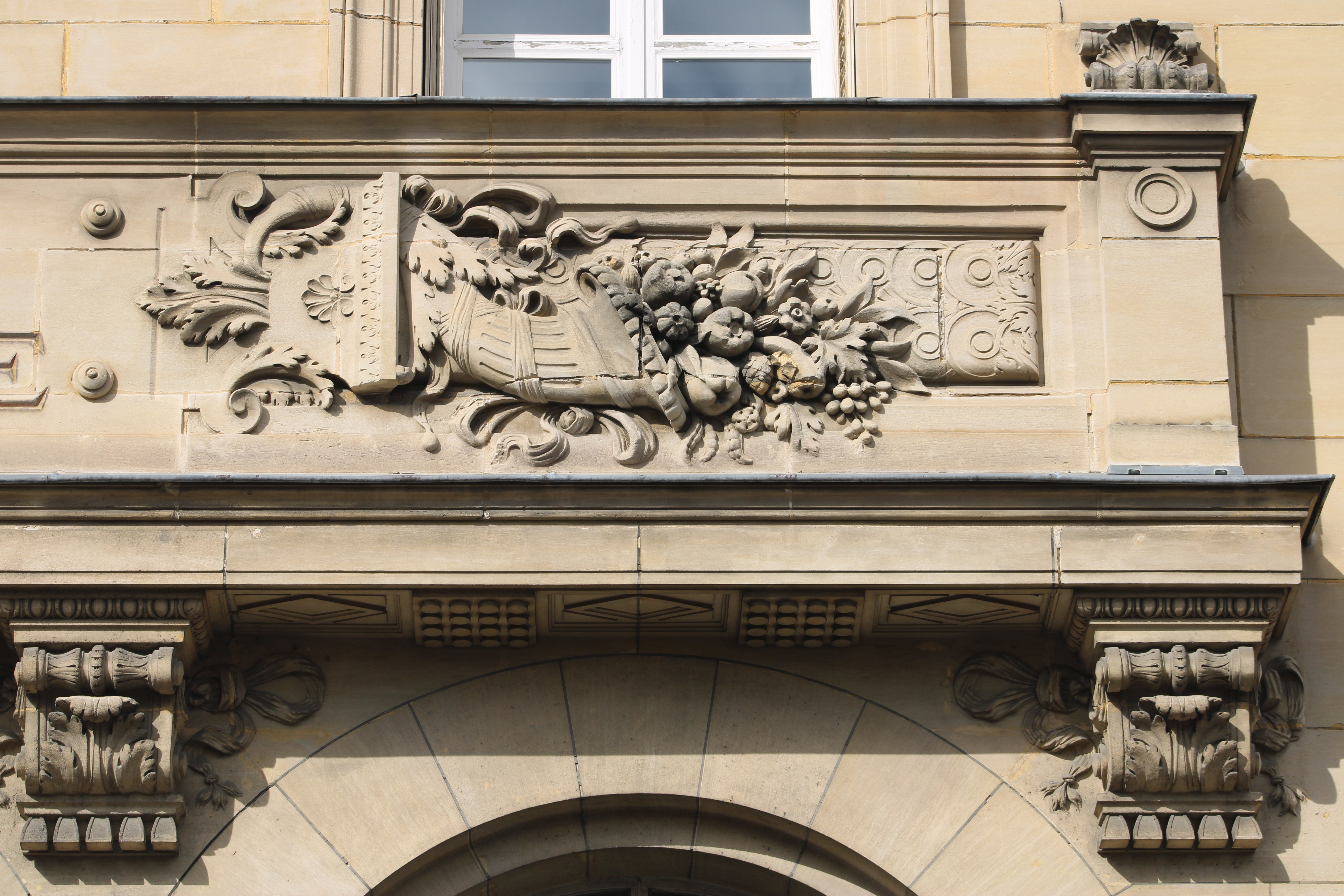
Bas-relief représentant une corne d'abondance sur le balcon du premier étage.
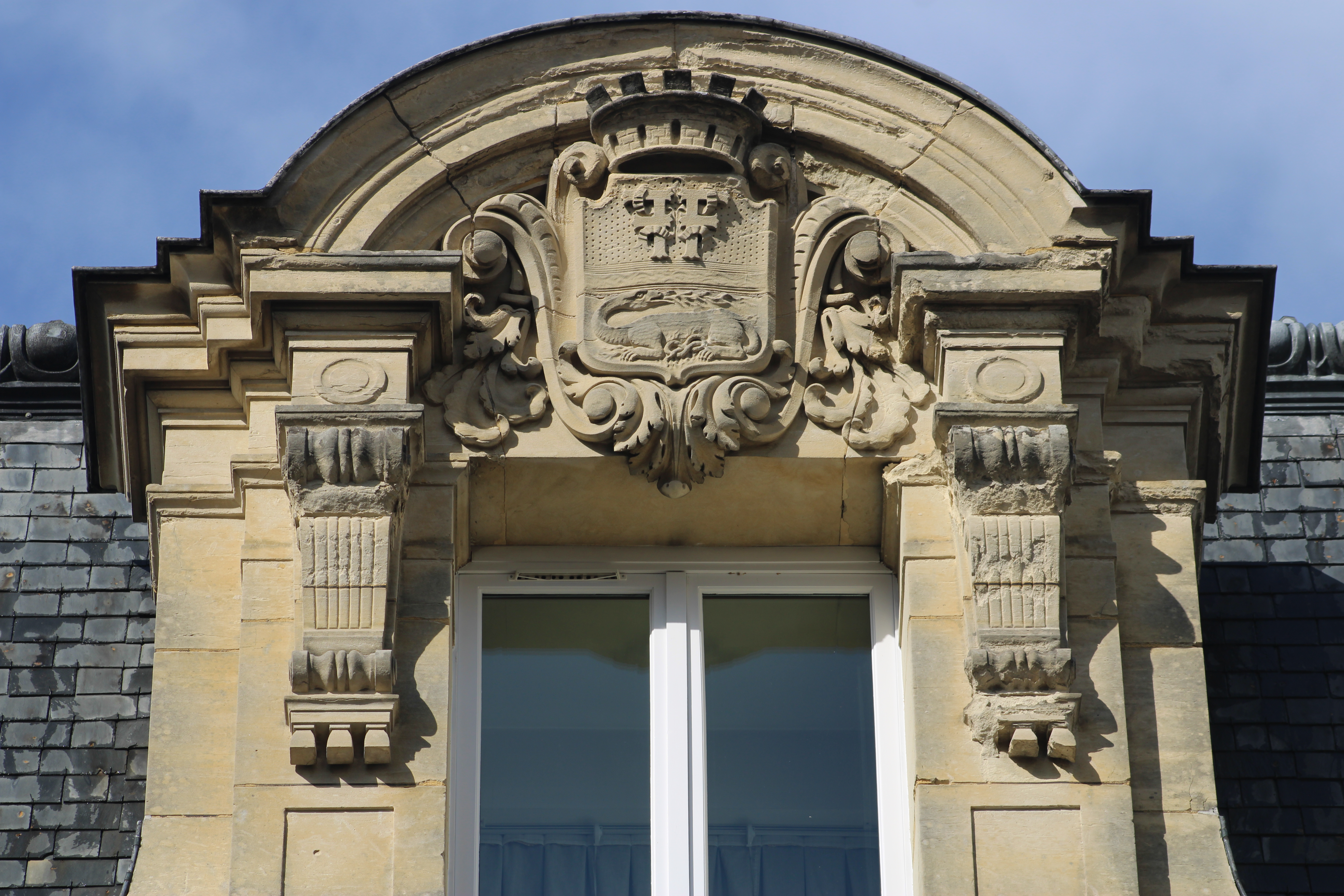
Blason de la ville encadré de volutes sur le fronton au-dessus de la fenêtre centrale du deuxième étage.
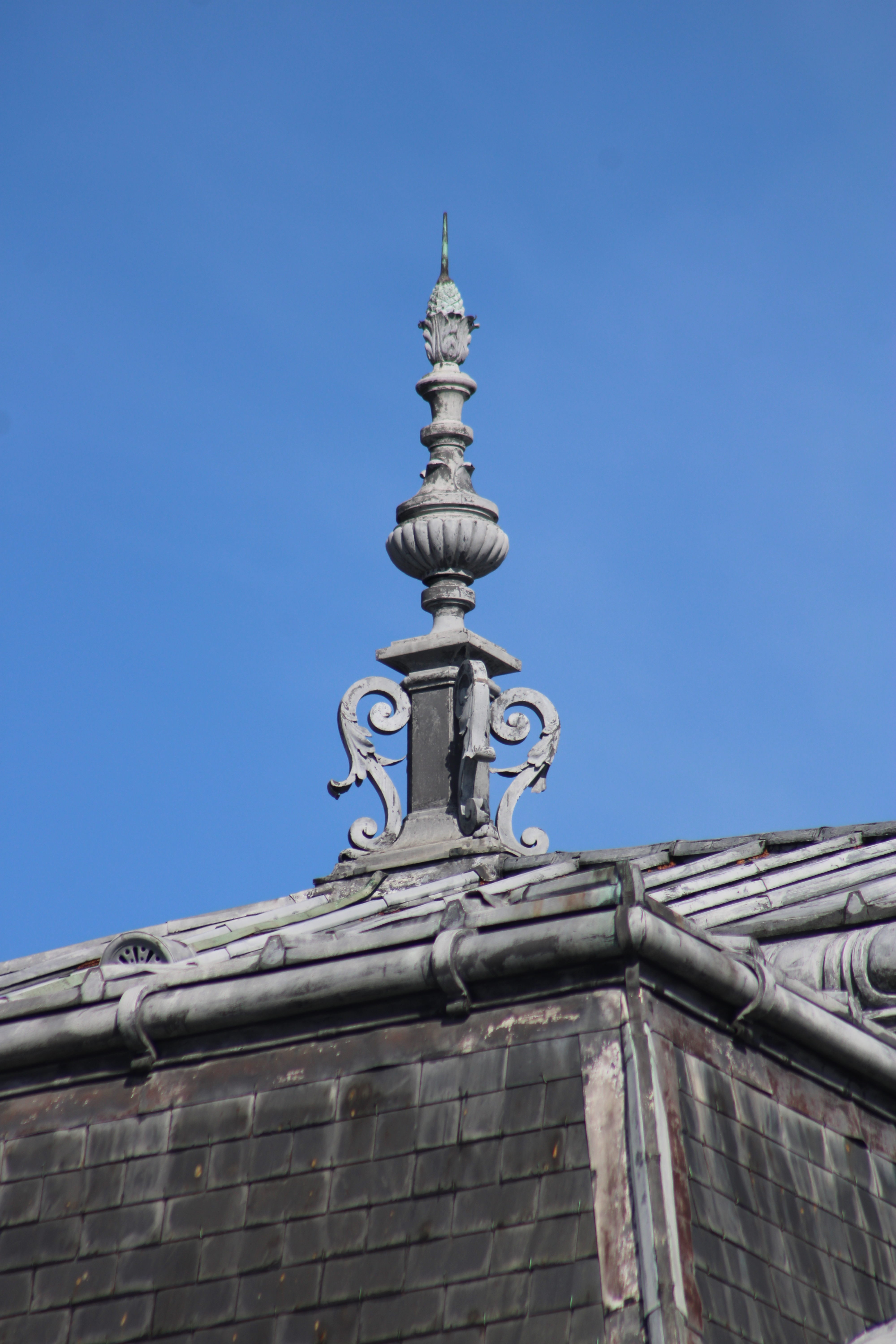
Épi de faîtage et toiture.
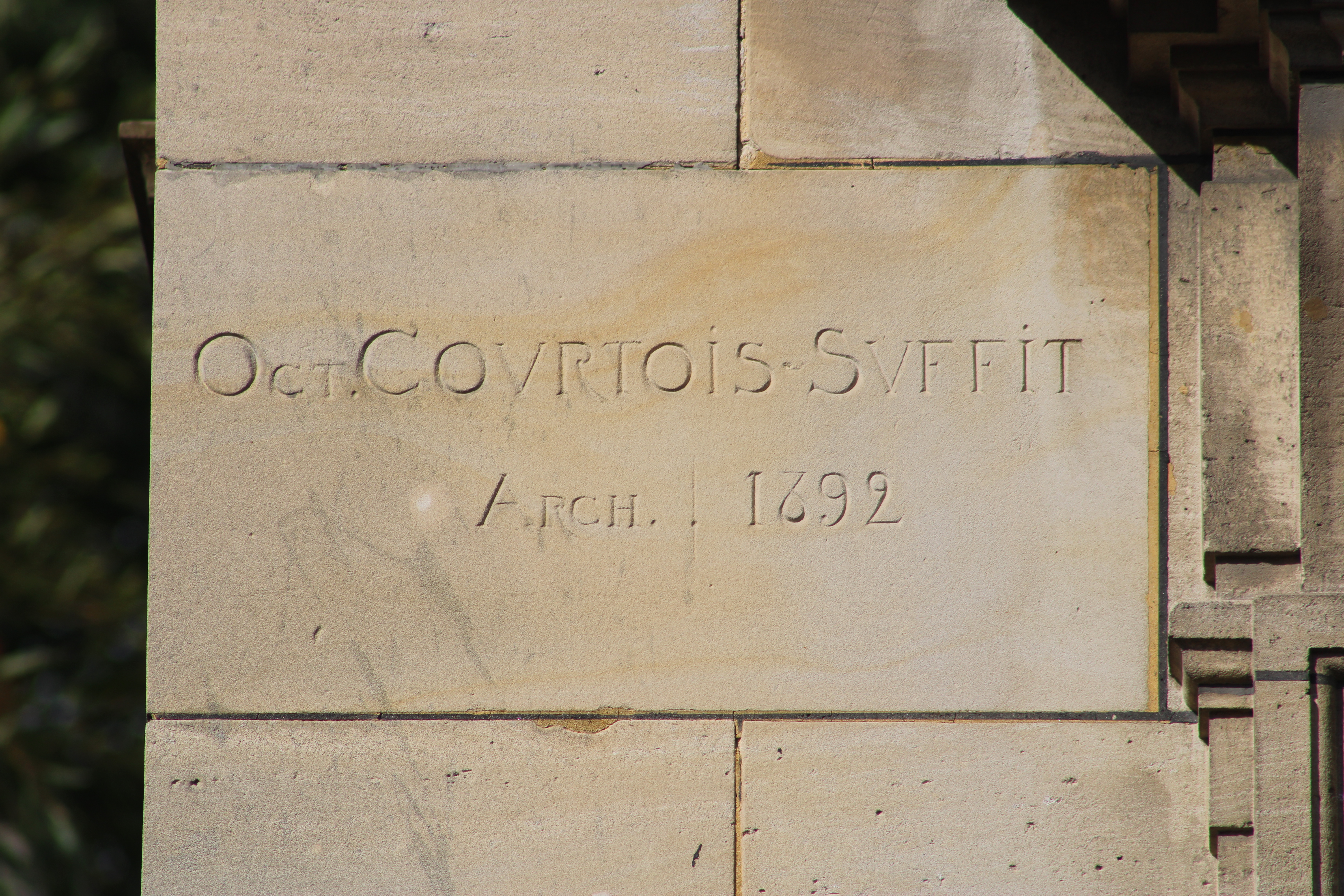
Signature de l'architecte sur le côté gauche de la façade principale, un phénomène qui se développe à compter de la fin du Second Empire[40].

### Intérieur
Le rez-de-chaussée dispose d'une vaste salle où s'installaient autrefois les guichets. Le premier étage contient une antichambre, suivie d'un grand salon conçu pour les réunions du conseil d'administration. S'y dresse, dans le fond, une cheminée ornée de la salamandre bellifontaine. Le plafond y est décoré des armes de Fontainebleau ainsi que de celles de Moret-sur-Loing, Château-Landon, Nemours et La Chapelle-la-Reine où des succursales ont été établies. Le premier étage abrite également les appartements du caissier central. Le second étage abrite une salle pour les archives, des chambres et le logement du concierge. Pour remédier à cette incohérence, un réduit provisoire avait été construit dans le jardin.